# Albert Görres

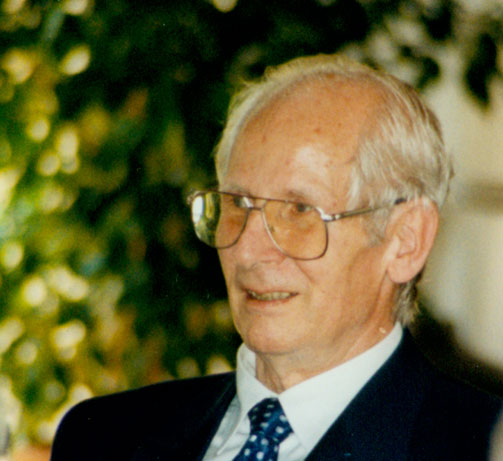
Albert Görres 1995

Albert Hermann Joseph Emil Elisabeth Görres (* 13. September 1918 in Berlin; † 3. Februar 1996 in München) war ein deutscher Psychoanalytiker, Psychotherapeut und  Lehrstuhlinhaber  für klinische und medizinische Psychologie in Mainz und München.

## Leben und Werk
Görres studierte Philosophie, Psychologie und Medizin in Heidelberg und Tübingen; die medizinische Promotion erfolgte bei Viktor von Weizsäcker. Seine psychiatrische und psychoanalytische Ausbildung absolvierte er in Berlin, Heidelberg und Amsterdam. Görres setzte sich intensiv mit Freuds Werk auseinander, war Assistent bei Mitscherlich und führte später die Urschrei-Methode von Janov in Deutschland ein (die er noch später selbst eher skeptisch beurteilte).
Bei Kriegsende des Zweiten Weltkrieges erreichte Albert Görres als Mitglied des Stabs des Tübinger Standortarztes Theodor Dobler am 19. April 1945 die kampflose Übergabe Tübingens an die französischen Truppen.
Nach der Habilitation in Psychologie 1955 erhielt er 1961 eine Berufung auf den ersten deutschen Lehrstuhl für Tiefenpsychologie an der Universität Mainz. Von 1966 bis 1973 war Görres Vorstand des Psychologischen Instituts und der Abteilung für Angewandte Psychologie und Tiefenpsychologie an der Ludwig-Maximilians-Universität (LMU) München. 1973 wurde er Direktor des Klinischen Instituts für Medizinische Psychologie und Psychotherapie an der Medizinischen Fakultät der Technischen Universität (TU) München. Dieses Amt hatte der Ordinarius bis zu seiner Emeritierung 1983 inne.
In seinen zahlreichen Schriften und Reden setzte sich Görres immer wieder mit dem Spannungsverhältnis von Psychologie und Theologie auseinander und beschäftigte sich mit Fragen der Willensfreiheit und Schuldfähigkeit des Menschen und ihrer Grenzen. Eine langjährige Freundschaft verband den tief im Glauben verwurzelten Christen mit dem Theologen und Jesuiten Karl Rahner. Gemeinsam schrieben sie das Buch „Das Böse – Wege zu seiner Bewältigung in Psychotherapie und Christentum“. Seit 1967 war Görres Mitglied im Allgemeinen Rat der Katholischen Akademie in Bayern und gehörte, zusammen mit Joseph Ratzinger (Papst Benedikt XVI.), Hans Urs von Balthasar, Henri de Lubac und anderen, seit der Gründung 1972 und bis 1986 zum Herausgeberkreis der Internationalen Katholischen Zeitschrift Communio.
Görres war ein undogmatischer Kritiker bestimmter, von ihm als „krankmachend“ bezeichneter Entwicklungen in der katholischen Kirche, wie etwa der katholischen Sexualmoral. Er plädierte für eine Sexualität ohne Schuldgefühle. Basierend auf seiner breiten therapeutischen Erfahrung kritisierte er, dass eine falsch verstandene katholische Erziehung die seelische Entwicklung von Menschen schwer schädigen könne, er sprach von „ekklesiogenen Neurosen“ und der „Pathologie des Katholizistischen“. Die ablehnende Haltung von Papst Johannes Paul II. zur Laisierung von Priestern beurteilte er offen kritisch. Dennoch wurde Görres als Fachmann in verschiedene kirchliche Gremien und Kommissionen berufen, auch in die Konzilskommission für Ehe und Familie („Pillenkommission“) von Papst Paul VI. 1983 war er der einzige Psychologe, der an der Weltbischofssynode zum Thema „Buße und Versöhnung“ im Vatikan teilnahm – was er skandalös fand.
Albert Görres war seit 1950 mit der Psychotherapeutin Silvia Görres (1925–2015) verheiratet und hatte sieben Kinder. Sein Bruder war der Ingenieur Carl-Josef Görres (1905–1973), der mit der Schriftstellerin Ida Friederike Görres (1901–1971) verheiratet war.
In den Jahren 1978–82 ließ Görres am Institut für medizinische Psychologie und Psychotherapie der Technischen Universität München eine Literatursammlung zu den kathartischen Therapien (= Primärtherapie und andere) erstellen, die er später dem Institut für Grenzgebiete der Psychologie und Psychohygiene (IGPP) in Freiburg schenkte, wo sie heute unter der Bezeichnung „Sammlung Dr. Raben“ zugänglich ist. – Erwähnenswert ist, dass Görres sich um 1982 stark für den psychotherapeutischen Ansatz Focusing des US-Amerikaners Eugene Gendlin interessierte und dessen Methoden auch übernommen hat. Gendlin hatte die sogenannte „Gesprächstherapie“ (auch „Klienten-zentrierte Therapie“ genannt) des Carl Rogers methodisch weiterentwickelt. Görres Ehefrau war ebenfalls Psychotherapeutin. Sie arbeitete psychoanalytisch und blieb bei dieser Methode.

## Schriften (Auswahl)
- Das Kreuz mit dem Glauben. Kritische Gedanken eines Therapeuten. Textauswahl Silvia Görres, Frank Höfer. (Graz 2000), ISBN 3786783594
- Der Leib und das Heil: Caro cardo salutis, in: Mut zum Leben (Mainz 1993), ISBN 3786717273
- mit Christoph Schönborn und Robert Spaemann: Zur kirchlichen Erbsündenlehre. Stellungnahmen zu einer brennenden Frage (Freiburg 1991), ISBN 3894113030
- mit Walter Kasper (Hrsg.): Tiefenpsychologische Deutung des Glaubens? Anfragen an Eugen Drewermann (Freiburg 1988), ISBN 3451021137
- Vor der kampflosen Übergabe ein gefälschter Führerbefehl, in: Manfred Schmid, Volker Schäfer (Bearb.): Wiedergeburt des Geistes. Die Universität Tübingen im Jahre 1945 (Tübingen 1985)
- Kennt die Religion den Menschen? Erfahrungen zwischen Psychologie und Glauben (München 1983), ISBN 3492006183
- mit Karl Rahner: Das Böse. Wege zu seiner Bewältigung in Psychotherapie und Christentum (Freiburg 1982), ISBN 345108631X
- Grenzen und Hindernisse der Freiheit in psychologischer und psychiatrischer Sicht, in: Jörg Splett (Hrsg.): Wie frei ist der Mensch? Zum Dauerkonflikt zwischen Freiheitsidee und Lebenswirklichkeit (Düsseldorf 1980), ISBN 3-491-77380-6
- Glauben – wie geht das? in: Walter Jens (Hrsg.): Warum ich Christ bin (München 1979), ISBN 3463007460
- Kennt die Psychologie den Menschen? Fragen zwischen Psychotherapie, Anthropologie und Christentum (München 1978), ISBN 3492023983
- Der Kranke, Ärgernis der Leistungsgesellschaft (Hrsg.) (Düsseldorf 1971), ISBN 3491003121
- Ehe in Gewissensfreiheit. Probleme der praktischen Theologie (Hrsg.) (Mainz 1969)
- An den Grenzen der Psychoanalyse (München 1968)
- mit Karl Rahner: Der Leib und das Heil (Main 1967)
- Methode und Erfahrungen der Psychoanalyse (München 1965), ISBN 3463180197 (Italienisch 1961, Spanisch 1963)
- Denkschrift zur Lage der ärztlichen Psychotherapie und der psychosomatischen Medizin. Im Auftrag d. Dt. Forschungsgemeinschaft (Wiesbaden 1964)
- Person und Ich in den Frühschriften Freuds (Heidelberg 1954) Med. Fakultät, Dissertation 16. Febr. 1954, unveröffentlicht
- Ein Beitrag zur Lehre vom Irrtum bei Thomas von Aquin (Tübingen 1947) Phil. Fakultät, Dissertation 13. Juni 1947, unveröffentlicht